# كوانج (بير سليمان)
کوانج (بالفارسية: کوانج) هي قرية تقع في إيران في قسم بیر سلیمان الريفي. يقدر عدد سكانها بـ 164 نسمة بحسب إحصاء 2016.